# 聖華尼科海峽

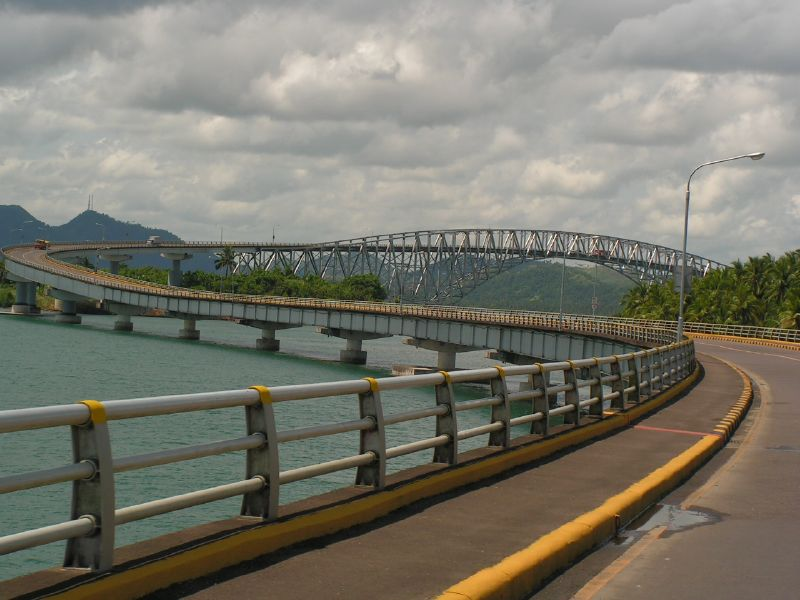

聖華尼科海峽是菲律賓的海峽，位於薩馬島和雷伊泰島之間，連接薩馬海和雷伊泰灣，長30公里，最狹處僅寬2公里，禮智省省會獨魯萬市位於該海峽南面。
11°21′N 124°59′E / 11.350°N 124.983°E